# Čelebinci
Čelebinci je naseljeno mjesto u sastavu općine Bosanska Dubica, Republika Srpska, BiH.

## Stanovništvo
| Čelebinci          |              |
| godina popisa      | 1991.        |
| Srbi               | 163 (98,19%) |
| Hrvati             | 1 (0,60%)    |
| Muslimani          | 0            |
| Jugoslaveni        | 1 (0,60%)    |
| ostali i nepoznato | 1 (0,60%)    |
| ukupno             | 166          |